# Ґу Кайлай
Ґу Кайлай (нар. 15 листопада 1958) — китайський адвокат і підприємець. Друга дружина колишнього члена Політбюро КПК Бо Сілая, одного з найвпливовіших китайських політиків до усунення з посади в 2012 році. В серпні 2012 року Ґу була визнана винною у вбивстві британського бізнесмена Ніла Хейвуда та отримала у вирок відкладену смертну кару.

## Родина
Ґу — наймолодша з п'яти дочок генерала Ґу Цзіншена, одного з провідних революціонерів до приходу КПК до влади. Генерал Гу обіймав різні посади в перші роки правління Комуністичної партії, але був ув'язнений під час Культурної революції. Ґу Кайлай також отримала покарання у вигляді примусової роботи в м'ясному магазині та на текстильній фабриці.
Ґу зустріла Бо Сілая в 1984 році на екскурсії в Цзиньчжоу, Ляонін, де Бо був секретарем компартії. Подружжя має сина Бо Ґуаґуа, який навчався в Оксфорді та Гарварді.